# NGC 926
NGC 926 je galaksija u zviježđu Kit.

## Vanjske poveznice
- SEDS: NGC 926